# كوسوكي هوري
كوسوكي هوري هو سياسي ياباني، ولد في 23 سبتمبر 1934 في طوكيو في اليابان. نشط حزبياً في الحزب الليبرالي الديمقراطي الياباني. وقد انتخب رئيس الهيئة الوطنية للسلامة العامة ‏ (5 أكتوبر 1999 – 4 يوليو 2000) وانتخب عضو مجلس النواب الياباني ‏.